# Karl von Malachowski und Griffa
Karl (Carl) Friedrich Adolph von Malachowski und Griffa, auch Kurt Friedrich Adolf von Malachowski und Griffa, (* 2. Mai 1783  auf Buttkuhnen; † 18. September 1844 in Glatz, Provinz Schlesien) war ein preußischer Generalleutnant und Kommandant der Festung Glatz.

## Leben

### Herkunft
Karl entstammt einer alten Soldatenfamilie. Sein Großvater Paul Joseph Malachow von Malachowski wurde preußischer Generalleutnant unter König Friedrich II. Er war ein Sohn des preußischen Oberst Friedrich von Malachowski und Griffa (1743–1794) und dessen Ehefrau Antoinette Juliane, geborene von Foller (1756–1822), Schwester des Landrates Gustav Friedrich von Foller.

### Militärkarriere
Am 9. April 1794 kam Malachowski als Kadett nach Berlin und von dort am 25. Dezember 1795 an die Academie Militaire. Am 22. März 1801 wurde er Kornett im Husarenregiment „von Goeckingk“ der Preußischen Armee und avancierte am 2. März 1804 zum Sekondeleutnant. Während des Vierten Koalitionskrieges kämpfte in den Gefechten bei Criewitz, Lübeck und Waren. Durch die Kapitulation nach der Schlacht bei Lübeck geriet er in Gefangenschaft.
Nach dem Frieden von Tilsit wurde Malachowski am 27. Februar 1809 dem Leib-Ulanen-Regiment aggregiert. Im Jahr 1809 schloss er sich kurzzeitig der Schwarzen Schar des Herzogs Friedrich Wilhelm von Braunschweig-Oels an. Er erhielt am 24. April 1809 seine Demission mit der Erlaubnis in fremde Dienste zu gehen, wurde aber am 5. Juli 1809 als Premierleutnant in das Schlesischen Ulanen-Regiment versetzt. Dort stieg er am 24. Dezember 1812 zum Stabsrittmeister auf. Am 10. März 1813 wurde er in die Adjutantur versetzt. Während der Befreiungskriege kämpfte Malachowski in den Schlachten bei Großgörschen und Bautzen. Bei Kulm wurde er verwundet und mit dem Eisernen Kreuz II. Klasse ausgezeichnet. Malachowski kämpfte außerdem bei Leipzig, Laon, Paris, Bunzlau, Haynau, Breslau, Dresden, Liebertwolkwitz, Tauche, Neuilly, Sezanne, Pontavert und Claye. Zwischenzeitlich hatte man ihn am 14. November 1813 zum Rittmeister in der Adjutantur befördert und am 24. Mai 1814 dem Schlesische Ulanen-Regiment aggregiert. Am 17. März 1815 erhielt er den Orden des Heiligen Wladimir IV. Klasse. Nach seiner Beförderung zum Major erfolgte am 30. März 1815 seine Kommandierung zur Dienstleistung als Flügeladjutant von König Friedrich Wilhelm III. Außerdem wurde er am 27. April 1815 dem Garde-Husaren-Regiment aggregiert.
Nach dem Krieg ernannte man Malachowski am 29. Dezember 1816 zum Flügeladjutanten des Königs. Am 3. April 1820 wurde er zum Oberstleutnant ohne Patent befördert und am 13. November 1821 zur Dienstleistung in das Garde-Kürassier-Regiment versetzt. Ende des Monats wurde Malachowski zum Kommandeur des Garde-Husaren-Regiments ernannt. Am 30. März 1826 wurde er mit Patent vom 3. April 1826 zum Oberst befördert. Als solcher wurde Malachowski am 1. Juni 1832 zum Kommandeur der 8. Kavallerie-Brigade ernannt und am 30. März 1835 mit Patent vom 4. April 1835 zum Generalmajor befördert. Am 19. August 1837 erhielt er den Roten Adlerorden II. Klasse mit Eichenlaub und am 15. Oktober 1838 den russischen Sankt-Stanislaus-Orden I. Klasse. Am 7. April 1842 folgte seine Versetzung als Kommandant in die Festung Schweidnitz, aber bereits am 19. April 1842 wurde Malachowski Kommandant der Festung Glatz. In dieser Stellung wurde er am 22. März 1843 zum Generalleutnant befördert. Er starb überraschend am 18. September 1844 in Glatz.

### Familie
Malachowski heiratete am 8. November 1808 in Pitschen, (Kreis Striegau) Amalie Sylvia von Ziemietzky (1786–1826), die Tochter des Rittmeisters a. D. und Stadtdirektors von Pitschen Johann von Ziemietzky. Das Paar hatte mehrere Kinder:
- Friedrich Sylvius Ferdinand (1810–1893), preußischer Oberst a. D., zuletzt Generalmajor und Direktor des Kadettenhauses in Bensberg ⚭ 30. September 1840 Maria de Chambourg (1822–1877)
- Karl Heinrich Johann (1814), preußischer Hauptmann
- Wilhelm (1815–1872), preußischer Generalmajor, Kommandeur der 21. Infanterie-Brigade
- Alexander (1817–1846), preußischer Sekondeleutnant im 38. Infanterie-Regiment
- Paul (1819–1864), preußischer Hauptmann im 38. Infanterie-Regiment[4]
- Ferdinand Leopold Anton (1821–1874), preußischer Oberstleutnant a. D.
- Amalie Antoinette Julia (1823–1825)
- Ludwig (* 1825), preußischer Sekondeleutnant im 38. Infanterie-Regiment, erhielt am 17. Dezember 1853 seine Auswanderungsgenehmigung, trat in die amerikanischen Armee und wurde am 15. Mai 1866 pensioniert (Frederick William Louis Malachowski Griffa)[5]

Nach dem Tod seiner ersten Frau heiratete Malachowski am 17. Februar 1833 in Erfurt Friederike Auguste Ferdinandine Straß (1807–1876), die zweite Tochter des Gymnasialdirektors in Erfurt Johann Gottlieb Friedrich Straß (1766–1845) und der Henriette Charlotte Backe. Das Paar hatte mehrere Kinder:
- Adolf (* 1834)
- Ferdinand Ernst (* 1836)
- Alexandra Charlotte Ferdinande Amalie Wilhelmine Thekla (* 1838)